# Herina parva
Herina parva är en tvåvingeart som först beskrevs av Friedrich Hermann Loew 1864.  Herina parva ingår i släktet Herina och familjen fläckflugor. Arten har ej påträffats i Sverige. Inga underarter finns listade i Catalogue of Life.